# Carlo Urbani
Carlo Urbani (Castelplanio (Ancona), 19 oktober 1956 – Bangkok, 29 maart 2003) was een Italiaanse arts.
Urbani was de ontdekker van de besmettelijke ziekte SARS en overleed niet lang daarna in 2003 te Bangkok aan deze ziekte. De arts had de ziekte ontdekt en opgelopen in Hanoi (Vietnam), waar hij namens de Wereldgezondheidsorganisatie werkzaam was.